# Островіте (Слупецький повіт)
Островіте (пол. Ostrowite) — село в Польщі, у гміні Островіте Слупецького повіту Великопольського воєводства.
Населення — 859 осіб (2011).
У 1975-1998 роках село належало до Конінського воєводства.

## Демографія
Демографічна структура станом на 31 березня 2011 року:
|          | Загалом | Допрацездатний вік | Працездатний вік | Постпрацездатний вік |
| -------- | ------- | ------------------ | ---------------- | -------------------- |
| Чоловіки | 433     | 95                 | 311              | 27                   |
| Жінки    | 426     | 77                 | 276              | 73                   |
| Разом    | 859     | 172                | 587              | 100                  |